# Campionat de Catalunya de bàsquet 1923-1930
Detall de les edicions I a VIII del Campionat de Catalunya de basquetbol disputades entre els anys 1923 i 1930.

## I Campionat de Catalunya 1923
- Campió: SS Patrie

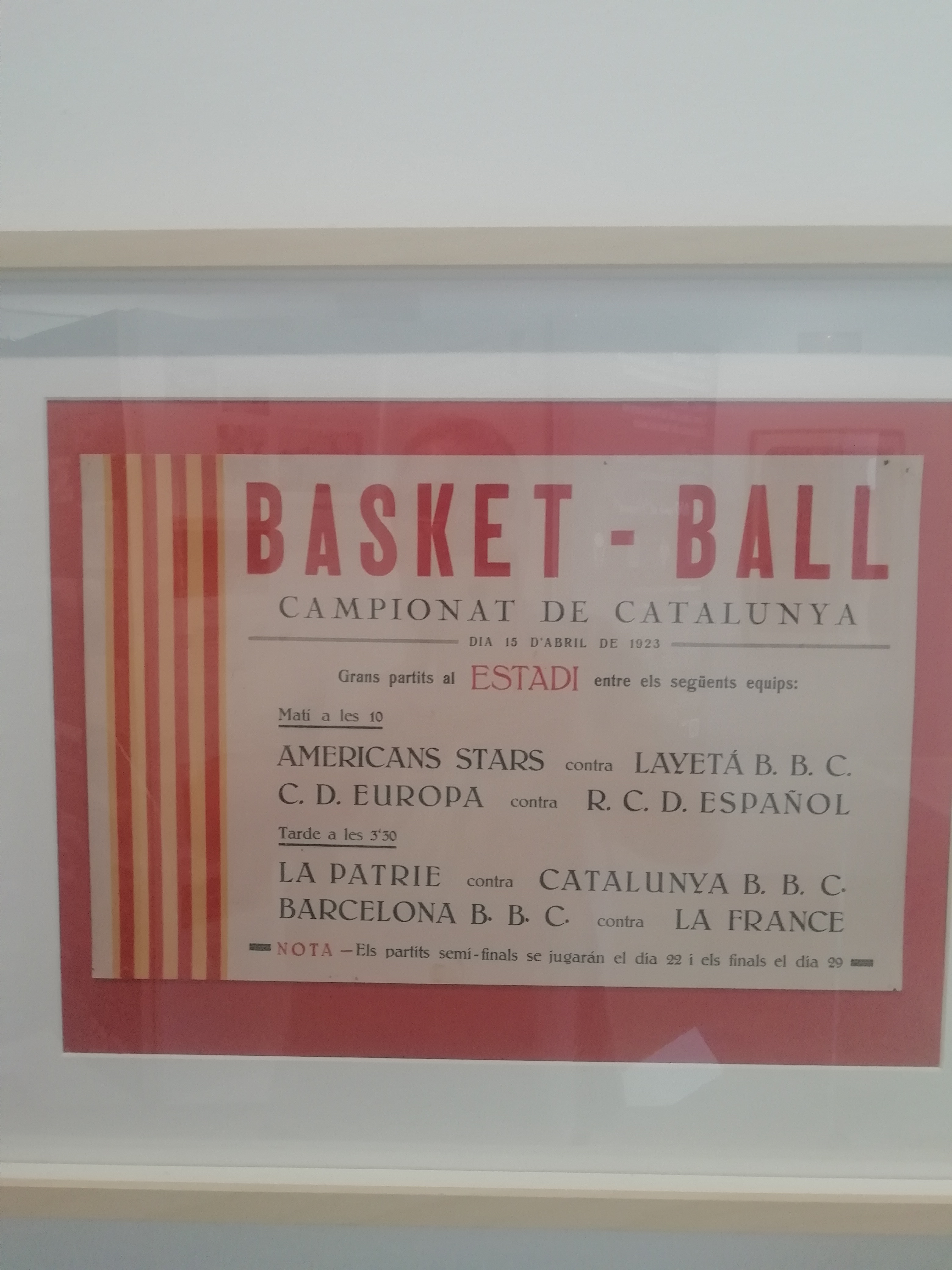
Cartell del Campionat de Catalunya de Basquetbol de 1923.

Aquesta primera edició del campionat no fou organitzada per Federació Catalana, que encara no havia estat creada. Alguns equips, com l'Espanyol o el Barcelona, malgrat el nom, no tenien relació amb els homònims clubs de futbol, sinó que havien estat formats pel propi Pare Millan amb alumnes de les Escoles Pies. Tots els partits es disputaren a l'Estadi Català (La Foixarda), a Montjuïc. En el primer partit s'enfrontaren Europa i Espanyol amb victòria de l'Espanyol per 3 a 2. A la final, la Société Patrie derrotà el Barcelona BBC per 8 a 4.
- Participants: American Stars, Laietà BBC, CE Europa, SS Patrie, RCD Espanyol, Catalunya BBC, La France, Barcelona BBC.[3][4]

### Resultats
|  | Quarts de final                 | Quarts de final                 |                                 |   | Semifinals | Semifinals |  |  | Final | Final |
|  |                                 |                                 |                                 |   |            |            |  |  |       |       |
|  | 15 d'abril - Estadi Català, Bcn |                                 |                                 |   |            |            |  |  |       |       |
|  |                                 |                                 |                                 |   |            |            |  |  |       |       |
|  | Société Patrie                  | 6                               |                                 |   |            |            |  |  |       |       |
|  | Société Patrie                  | 6                               | 22 d'abril - Estadi Català, Bcn |   |            |            |  |  |       |       |
|  | Catalunya BBC                   | 4                               |                                 |   |            |            |  |  |       |       |
|  | Catalunya BBC                   | 4                               | Société Patrie                  | 8 |            |            |  |  |       |       |
|  | 15 d'abril - Estadi Català, Bcn |                                 | Société Patrie                  | 8 |            |            |  |  |       |       |
|  |                                 | Laietà BBC                      | 7                               |   |            |            |  |  |       |       |
|  | Laietà BBC                      | Laietà BBC                      | 7                               | - |            |            |  |  |       |       |
|  | Laietà BBC                      |                                 | 29 d'abril - Estadi Català, Bcn | - |            |            |  |  |       |       |
|  | American Stars                  | n/p                             |                                 |   |            |            |  |  |       |       |
|  | American Stars                  | n/p                             | Société Patrie                  | 8 |            |            |  |  |       |       |
|  | 15 d'abril - Estadi Català, Bcn |                                 | Société Patrie                  | 8 |            |            |  |  |       |       |
|  |                                 | Barcelona BBC                   | 4                               |   |            |            |  |  |       |       |
|  | Barcelona BBC                   | Barcelona BBC                   | 4                               | 9 |            |            |  |  |       |       |
|  | Barcelona BBC                   | 22 d'abril - Estadi Català, Bcn |                                 | 9 |            |            |  |  |       |       |
|  | La France                       | 2                               |                                 |   |            |            |  |  |       |       |
|  | La France                       | 2                               | Barcelona BBC                   | 4 |            |            |  |  |       |       |
|  | 15 d'abril - Estadi Català, Bcn |                                 | Barcelona BBC                   | 4 |            |            |  |  |       |       |
|  |                                 | RCD Espanyol                    | 2                               |   |            |            |  |  |       |       |
|  | RCD Espanyol                    | RCD Espanyol                    | 2                               | 3 |            |            |  |  |       |       |
|  | RCD Espanyol                    |                                 |                                 | 3 |            |            |  |  |       |       |
|  | CE Europa                       | 2                               |                                 |   |            |            |  |  |       |       |
|  | CE Europa                       | 2                               |                                 |   |            |            |  |  |       |       |

#### Quarts de final
| 15 d'abril de 1923 | Laietà BBC | '–'n/p | American Stars | Estadi Català, Barcelona Àrbitres: Sr Roget |

| 15 d'abril de 1923 | RCD Espanyol | 3–2 | CE Europa | Estadi Català, Barcelona Àrbitres: Sr Roget |

| 15 d'abril de 1923 | Barcelona BBC | 9–2 | La France | Estadi Català, Barcelona Àrbitres: Sr Roget |

| 15 d'abril de 1923 | Société Patrie | 6–4 | Catalunya BBC | Estadi Català, Barcelona |

#### Semifinals
| 22 d'abril de 1923 | Barcelona BBC 4, RCD Espanyol 2 | Barcelona BBC 4, RCD Espanyol 2 | Barcelona BBC 4, RCD Espanyol 2 | Estadi Català, Barcelona Àrbitres: Mr Adams |

| 22 d'abril de 1923 | Société Patrie 8, Laietà BBC 7 | Société Patrie 8, Laietà BBC 7 | Société Patrie 8, Laietà BBC 7 | Estadi Català, Barcelona Àrbitres: Mr Castle |

#### Final
| 29 d'abril de 1923 | Société Patrie 8, Barcelona BBC 4 | Société Patrie 8, Barcelona BBC 4 | Société Patrie 8, Barcelona BBC 4 | Estadi Català, Barcelona |

## II Campionat de Catalunya 1924
- Campió: CE Europa

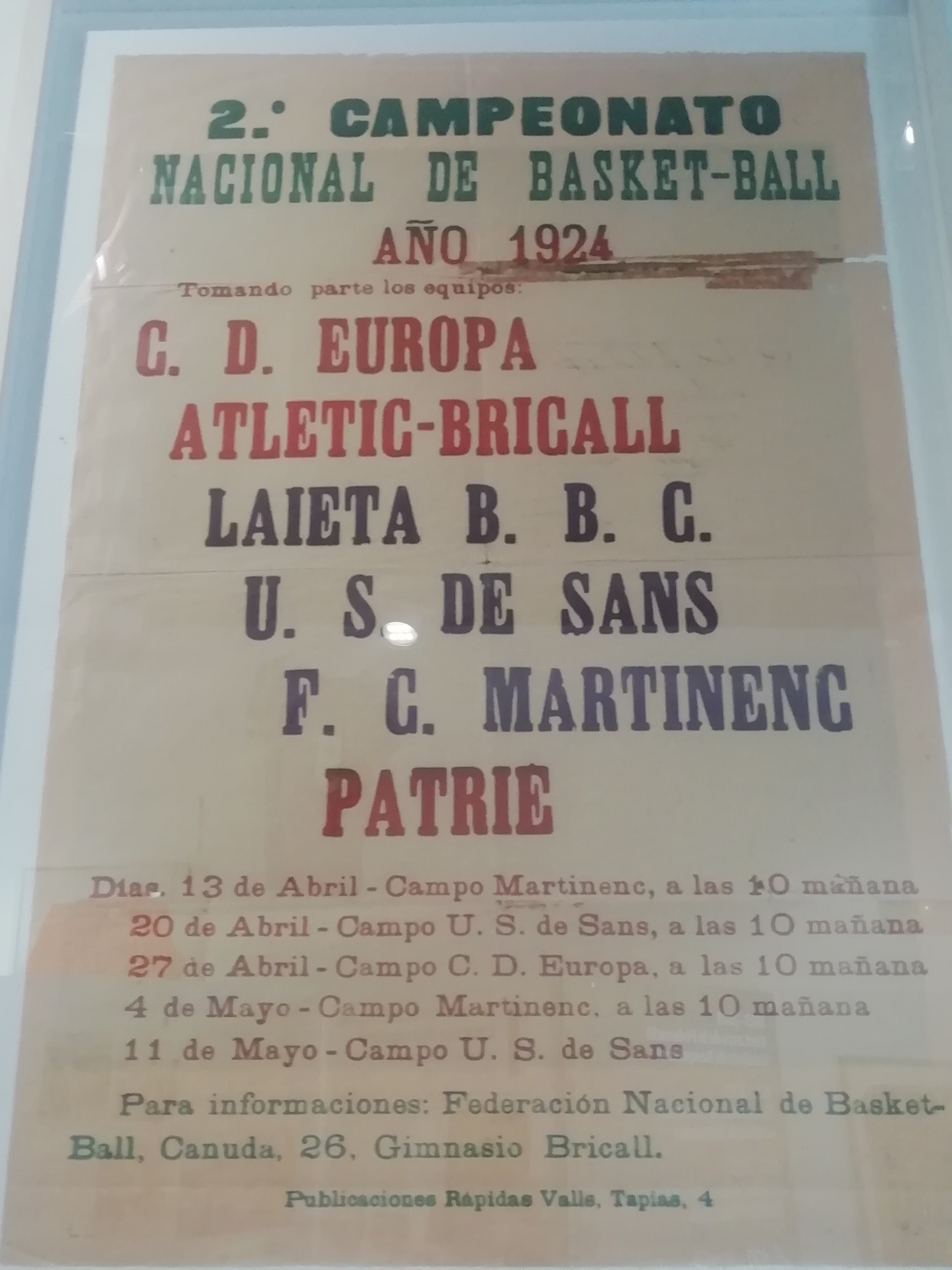
Cartell del Campionat de Catalunya de Basquetbol de 1924.

Els campions, CE Europa, restaren imbatuts durant tot el campionat.
- Participants:
  - CE Europa (campió)
  - FC Martinenc (segon classificat)
  - SS Patrie (tercer classificat)
  - Athlètic Bricall
  - Laietà BBC
  - UE Sants

## III Campionat de Catalunya 1925
- Campió: FC Martinenc

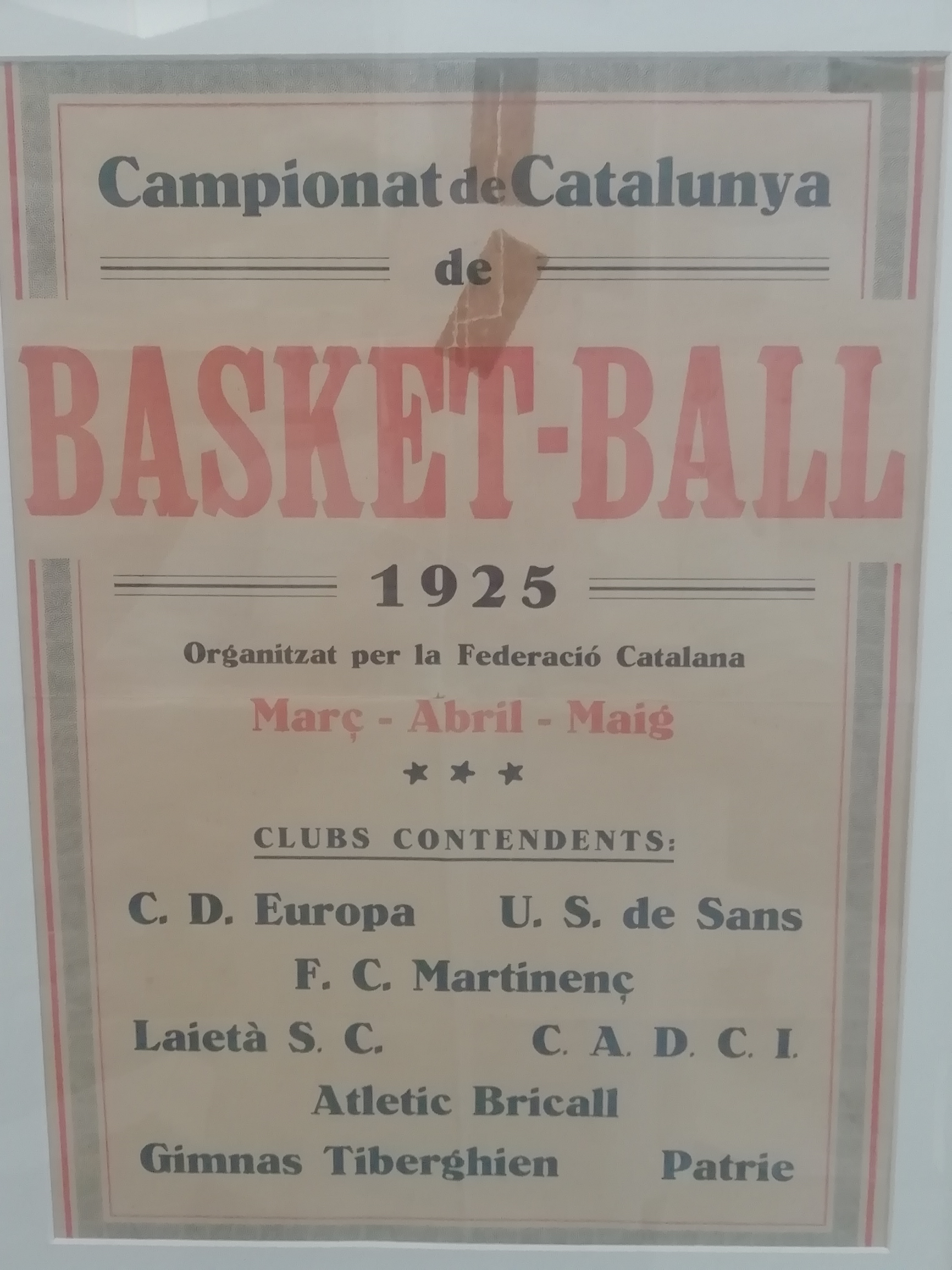
Cartell del Campionat de Catalunya de Basquetbol de 1925.

L'ingrés de diferents equips al campionat va fer necessari la creació de dues categories i una competició per segons equips (reserves). La primera categoria fou formada per sis equips i el FC Martinenc es fou el campió final, restant imbatut. La segona la compongueren tres equips i el vencedor final fou el Gimnàs Tiberghien. El campionat de segons equips (reserves) el guanyà el Laietà.
- Participants a Primera Categoria:
  - FC Martinenc (campió)
  - CE Europa (segon)
  - SS Patrie (tercer)
  - Laietà BBC
  - Athlètic Bricall
  - UE Sants
- Participants a Segona Categoria:
  - CADCI
  - Gimnàs Tiberghien
  - AE Tagamanent

## IV Campionat de Catalunya 1926
- Campió: CE Europa

A la primera categoria hi participen els mateixos equips que l'any anterior. Cal destacar que en aquesta edició s'inicien els partits de promoció entre el darrer classificat de primera i el primer de segona per a decidir els ascensos i descensos entre categories.
- Participants a Primera Categoria:
  - FC Martinenc
  - CE Europa (campió)
  - SS Patrie
  - Laietà BBC
  - Athlètic Bricall
  - UE Sants
- Participants a Segona Categoria:
  - CADCI
  - Gimnàs Tiberghien
  - FC Gràcia

## V Campionat de Catalunya 1927
- Campió: FC Martinenc

Aquest any es torna a disputar el campionat en un únic grup amb tots els inscrits, desapareixent, per tant, la segona categoria.
- Participants:
  - FC Martinenc (campió)
  - FC Gràcia (segon)
  - CE Europa (3r)
  - Laietà BBC (4t)
  - FC Barcelona (5è)
  - UE Sants
  - SS Patrie
  - Gimnàs Tiberghien

## VI Campionat de Catalunya 1928
- Campió: Laietà BBC

El Campionat de Catalunya, de nou, es divideix en dues categories, una primera que guanya el Laietà i una segona on el vencedor és l'Espanyol.
- Participants a Primera Categoria:
  - Laietà BBC (26 punts)
  - FC Barcelona (23 punts)
  - FC Gràcia (18 punts)
  - CE Europa
  - UE Sants
  - SS Patrie
  - FC Martinenc
  - Gimnàs Tiberghien
- Participants a Segona Categoria:
  - RCD Espanyol (12 punts)
  - Unió Cristiana de Joves (6 punts)
  - PA Barcelona (4 punts)
  - CE Sabadell
  - PE Guimerà (es retirà durant el campionat)
  - UE Sant Andreu (es retirà durant el campionat)

## VII Campionat de Catalunya 1929
- Campió: Laietà BBC

Un total de 15 equips prenen part al Campionat, dividits en 8 a primera i 7 a segona. Laietà i Juventus de Sabadell foren els campions.
- Participants a Primera Categoria:
  - Laietà BBC (campió)
  - SS Patrie (2n)
  - RCD Espanyol (3r)
  - FC Barcelona (4t)
  - FC Gràcia (5è)
  - CE Europa (6è)
  - UE Sants (7è)
  - FC Martinenc (8è)
- Participants a Segona Categoria:
  - Juventus Sabadell (1r)
  - Societat Gimnàstica de Badalona
  - US Sant Andreu
  - Unió Cristiana de Joves
  - PA Barcelona
  - PE Guimerà
  - Olímpic BC

## VIII Campionat de Catalunya 1930
- Campió: SS Patrie
- Participants a Primera Categoria:
  - SS Patrie (campió)
  - Laietà BBC (2n)
  - RCD Espanyol (3r)
  - FC Barcelona (4t)
  - CE Europa
  - FC Martinenc
  - Juventus Sabadell
  - FC Gràcia
- Participants a Segona Categoria:
  - Unió Cristiana de Joves (campió)
  - CC Hospitalet
  - PE Guimerà
  - Les Filatures
  - Societat Gimnàstica de Badalona